# 壶仔饭
壶仔饭， 是中餐的一种。以陶壶作为炊具，放入糯米、香菇、卤蛋等食材蒸煮而成的蒸饭。发源于中国泉州晋江市，并在该市及临近地区有分布。

## 历史
- 壶仔饭起源的时间，大致为清末民初时期，距今已有百余年的历史。
- 而关于壶仔饭的起源原因，有传说为晋江深沪镇当地一位母亲为儿子捏制的咸饭饭团。[1]
- 但从实际做法及配料考证，壶仔饭实为肉粽的近亲。[2]

## 食用
- 壶仔饭一般为店铺售卖，较少有自家进行制作。
- 出于循环利用及卫生、安全的考量。壶仔饭上桌前，并不是将煮饭的陶壶直接端给顾客。而是由店家将陶壶内的米饭倒入碗或碟中。
- 米饭倒出后，最关键的一步。是由店员撒上店家准备好的酱汁、花生米、葱等调味料、佐料，[3]再端给食客进行享用。
- 与煲仔饭不同，壶仔饭由于系用蒸煮的方式制成，因此没有锅巴。

## 分布
- 壶仔饭的分布，以发源地晋江市深沪镇为最多。其次是晋江的其它乡镇及石狮市、泉州市区[4]
- 另外在泉州各县及临近的厦门市，亦有分布1家及以上。而闽南地区以外，则罕有此类店家。[5]